# Sweet Diva
Sweet Diva (A Dona do Pedaço) est une telenovela brésilienne produite et diffusée entre le 20 mai 2019 et le 22 novembre 2019 sur Globo.
En France d'outre-mer, le feuilleton a été remonté en 135 épisodes de 45 minutes et diffusé entre le 23 août 2021 et le 17 décembre 2021 sur le réseau La 1ère.

## Synopsis
En 1999, dans la ville fictive de Rio Vermelho, les familles des justiciers Ramirez et Matheus ont vécu en guerre pendant des générations jusqu'à ce que Maria da Paz et Amadeu tombent amoureux et scellent un accord de paix entre eux. Le jour du mariage, cependant, Amadeu est mystérieusement abattu et la guerre reprend, obligeant Maria à fuir à São Paulo sans savoir qu'elle est enceinte. Les mères des deux clans concluent un marché et mentent aux familles que Maria et Amadeu sont morts, mais pour se venger, le père d'Amadeu ordonne que les nièces de Maria soient assassinées. Les deux filles finissent miraculeusement par se sauver : Fabiana se retrouve dans un couvent et Virginia vit dans la rue jusqu'à ce qu'elle soit adoptée par le riche couple Beatriz et Otávio. Vingt ans plus tard, Maria devient une pâtissière à succès grâce à des recettes familiales, même si elle ne s'entend jamais avec sa fille, Josiane, qui critique son comportement et son apparence. Josiane sait qu'elle a besoin de sa mère pour réaliser la projection sociale dont elle a besoin pour devenir influenceuse, et élabore un plan avec l'aide de Régis. Maria retrouve Amadeu et découvre le mensonge qui les a séparés, mais ils sont empêchés de reprendre leur romance lorsque sa femme, Gilda, tombe gravement malade. Dévastée, Maria épouse Régis, sans imaginer qu'il est le partenaire de sa fille dans le projet de mettre la main sur toute sa fortune.
Pendant ce temps, les nièces de Maria ont pris des chemins différents : Vivi est devenue célèbre sur Internet pour son charisme, étant tout ce dont Josiane a toujours rêvé, et vit une romance bouleversante avec Chiclete sans savoir qu'il est un tueur à gages envoyé pour l'exécuter, bien qu'il l'aime aussi. Fabiana, d'autre part, a passé une vie misérable au couvent et, en découvrant que Vivi est sa sœur, décide de ruiner sa vie, nourrie par la haine des différentes opportunités de vie qu'elles ont eues. De plus, Fabiana commence également à menacer Otávio et Josiane en découvrant leurs secrets.

## Distribution

### Rôles principaux et secondaires
| Acteur/Actrice         | Personnage                                               |
| ---------------------- | -------------------------------------------------------- |
| Juliana Paes           | Maria da Paz Sobral Ramirez                              |
| Agatha Moreira         | Josiane Sobral Ramirez Matheus (Jô) / Letícia Magalhães  |
| Marcos Palmeira        | Amadeu da Penha Matheus                                  |
| Reynaldo Gianecchini   | Régis Mantovani                                          |
| Nathalia Dill          | Fabiana Sobral Ramirez / Fabiana do Rosário              |
| Paolla Oliveira        | Virgínia Sobral Ramirez / Virgínia Andrade Guedes (Vivi) |
| Sérgio Guizé           | Ricardo Martins Ramirez (Chiclete)                       |
| Lee Taylor             | Camilo D'ávila Muniz                                     |
| Malvino Salvador       | Agno Aguiar                                              |
| Caio Castro            | Rock Souza Macondo                                       |
| Monica Iozzi           | Kim Ventura / Cleonice da Silva                          |
| Marco Nanini           | Eusébio Macondo                                          |
| Marco Nanini           | Eustáquio Macondo Júnior (Juninho)                       |
| Rosi Campos            | Dorotéia de Souza Macondo (Dodô)                         |
| Betty Faria            | Cornélia Macondo Ferreira                                |
| Tonico Pereira         | João Francisco Ferreira (Chico)                          |
| Natália do Vale        | Beatriz Andrade Guedes                                   |
| José de Abreu          | Otávio Guedes                                            |
| Deborah Evelyn         | Lyris Mantovani Aguiar                                   |
| Guilherme Leicam       | Leandro Martins Ramirez (Mão Santa)                      |
| Rainer Cadete          | Teodoro Pacheco (Téo)                                    |
| Anderson Di Rizzi      | Márcio Sorrentino                                        |
| Lucy Ramos             | Sílvia Cunha                                             |
| Duda Nagle             | Paulo Roberto Vidigal (Paixão)                           |
| Suely Franco           | Marlene da Conceição Valadares                           |
| Ary Fontoura           | Antero Valadares/ Ângela                                 |
| Nívea Maria            | Evelina Sobral Ramirez                                   |
| Glamour Garcia         | Britney Souza Macondo                                    |
| Pedro Carvalho         | Abel da Gama Ferronha                                    |
| Heloísa Jorge          | Gilda Cunha Matheus                                      |
| Rosamaria Murtinho     | Linda Andrade                                            |
| Nathalia Timberg       | Gladys Mantovani                                         |
| Rosane Gofman          | Ellen da Rocha                                           |
| Rafael Queiroz         | Rael Matheus                                             |
| Bruno Bevan            | José Hélio de Souza Macondo (Zé Hélio)                   |
| Carol Garcia           | Sabrina de Souza                                         |
| Felipe Titto           | Abdias                                                   |
| Mel Maia               | Cássia Mantovani Aguiar                                  |
| Cadu Libonati          | Raul Pacheco (Merlin)                                    |
| João Gabriel D'Aleluia | Carlos Cunha Matheus (Carlito)                           |
| Branca Previliato      | Priscila de Albuquerque (Pri)                            |
| Catarina de Carvalho   | Alba                                                     |
| Gláucio Gomes          | Dr. Nicolas                                              |
| Betto Marque           | Tonho                                                    |
| Mariano Junior         | Sávio                                                    |
| Luciana Fernandes      | Jeniffer                                                 |
| Jardel Camelo          | Beto                                                     |
| Thiago Thomé           | Treinador Adriano                                        |
| Chan Suan              | Naomi                                                    |
| Samira Lochter         | Sueli                                                    |

### Participations spéciales
| Acteur/Actrice          | Personnage                     |
| ----------------------- | ------------------------------ |
| Fernanda Montenegro     | Dulce Ramirez                  |
| Laura Cardoso           | Matilde Fernandes              |
| Bruna Hamú              | Joana Fernandes                |
| Ana Lúcia Torre         | Berta Teixeira Muniz           |
| Monique Alfradique      | Détective Yohana Rezende       |
| Berta Loran             | Dinorá Macondo                 |
| Gretchen                | Dginalda (Gina)                |
| Oscar Magrini           | Honorato                       |
| Mateus Solano           | Josiel Dourado                 |
| Bruno Gissoni           | William / Bernardo             |
| Elizângela              | Carmelinda Barbosa             |
| Ivan Mendes             | Alex                           |
| Ana Furtado             | Gerusa de Jesus                |
| Genézio de Barros       | Ademir Ramirez                 |
| Luiz Carlos Vasconcelos | Miroel Matheus                 |
| Jussara Freire          | Nilda Matheus                  |
| Maeve Jinkings          | Zenaide Sobral Ramirez         |
| César Ferrario          | Adão Martins Ramirez           |
| Álamo Facó              | Vicente da Penha Matheus       |
| Áurea Maranhão          | Ticiana da Penha Matheus       |
| Cynthia Senek           | Edilene Teresinha dos Santos   |
| Osvaldo Mil             | Cosme dos Santos               |
| Diego Luri              | Fonctionnaire de la fabrique   |
| Daniella Galli          | Stephanie                      |
| Miwa Yanagizawa         | Capitaine                      |
| Daniel Andrade          | Bill                           |
| Julia Lund              | Roma Dornelles                 |
| Bernardos Dantas Ribas  | Arthur Dornelles Mantovani     |
| Duio Botta              | Jardel Massaro                 |
| Alexandre Moreno        | Détective Moacir               |
| Fernando Eiras          | Père Elias da Conceição        |
| Regina Sampaio          | Mère Maria Cecília do Rosário  |
| Cláudio Mendes          | Pasteur Emanuel                |
| Dja Marthins            | Dona Céu                       |
| Tatiana Tiburcio        | Aracely                        |
| Ana Paula Botelho       | Yvete                          |
| Pedro Farah             | Nonô                           |
| Ricardo Monastero       | Lauro                          |
| Márcio Ricciardi        | Delegado                       |
| Deiwis Jamaica          | Cícero                         |
| Dionísio Neto           | Hélcio Martins Ramirez         |
| Maria Sílvia Radomille  | Berenice Martins Ramirez       |
| Ismael Caneppele        | Murilo Matheus                 |
| Emilio Moreira          | Aírton Ramirez                 |
| Ana Barroso             | Josiane Ramirez                |
| Isaías Barbosa          | Valdério da Paz Sobral Ramirez |
| Neidiane Soares         | Ana da Paz Sobral Ramirez      |
| Larissa Lima            | Venessa da Paz Sobral Ramirez  |
| Marcel Lima             | José da Paz Sobral Ramirez     |
| Paulo César Lima        | César da Paz Sobral Ramirez    |
| Kainan Ferraz           | Lucas Massaro                  |
| Cláudia Assunção        | Nívea Pacheco                  |
| Breno Guimarães         | Coruja                         |
| Leandro Ramos           | Julinho da Van                 |
| Evandro Melo            | Mesquita                       |
| Patrícia Palhares       | Irmã Fátima                    |
| Dani Guimarães          | Lígia                          |
| Pablo Titto             | Tico                           |
| Silvio Mattos           | Martino Vilanova               |
| Fernando Zilli          | André                          |
| João Bourbonnais        | Père Everaldo                  |
| Bruno Barboza           | Eurico                         |
| Mirella Sabarense       | Maria da Paz (enfant)          |
| Malu Fernandes          | Zenaide (enfant)               |
| Victor Aguiar           | Hélcio (jeune)                 |
| Duda Batista            | Virgínia (enfant)              |
| Maria Clara Baldon      | Fabiana (enfant)               |
| Bernardo Amil           | Leandro (enfant)               |
| Luiz Felipe Melo        | Chiclete (enfant)              |
| Mari Cardoso            | Josiane (enfant)               |
| Luiz Eduardo Toledo     | Rael (jeune)                   |
| Allexandre Colman       | Rock (enfant)                  |
| Flávio Bisneto          | Zé Hélio (enfant)              |
| Theo Almeida            | Rarisson (enfant)              |
| Alice Jardim            | Sabrina (enfant)               |
| Angélica                | Elle-même                      |
| Lucas Lucco             | Lui-même                       |
| Ana Maria Braga         | Elle-même                      |
| Boninho                 | Lui-même                       |
| Fátima Bernardes        | Elle-même                      |
| Rafa Kalimann           | Elle-même                      |
| Camila Coutinho         | Elle-même                      |
| Hugo Gloss              | Lui-même                       |
| Dudu Bertholini         | Lui-même                       |

## Version française
La version française est assurée par Studio Plug-in au Maroc.
Avec les voix de Claire Staub, Nathalie Leplay, Emmanuelle Brindel, Letizia Costantini, Adrien Caminada, Nawal Lemrini, Christophe Cerino, Olivier Mutelet, Nicolas Reydet, Eric Cuvelier, Brahim Bihi, David Benezra, Hamza Toujiri, Anne-Lise Auclair, Sophie Pastrana, Jean-Albert Margaine, Corinne Troisi, Guillaume Escaffre, Alex Pinault, Fanny Dalmau, Anna Fhima, Nollane Charonnet, Mouna Belgrini, Paul Nguyen, Helene Tran, Dominique Saouri,, Sabrina Lamory, Elodie Mongin, Vanessa Lefebvre, Michael Paoletti, Fatine Benkirane, Xavier Becker, Michele Lepez, Jean-Noël Bardy, Gabriel Delmas, Farida Hamou, Camille Bechta, Antoine Pinault, Cyan Mortimer, Jalil El Jaouhari, Claire Begards, Boubker Benomar, Eulalie Rodot et Alain De Mirbeck.